# 7689 Reinerstoss
7689 Reinerstoss este un asteroid din centura principală de asteroizi.

## Descriere
7689 Reinerstoss este un asteroid din centura principală de asteroizi. A fost descoperit pe 24 septembrie 1960 la Observatorul Palomar de Cornelis Johannes van Houten, Ingrid van Houten-Groeneveld și Tom Gehrels. Asteroidul prezintă o orbită caracterizată de o semiaxă mare de 2,84 ua, o excentricitate de 0,08 și o înclinație de 1,1° în raport cu ecliptica.